# Pineville, Kentucky
Pineville är en stad (city) i Bell County i sydöstra Kentucky, USA. Staden hade år 2000 2 093 invånare. Den har enligt United States Census Bureau en area på 3,7 km². Pineville är centralort (county seat) i Bell County. 

## Historia
Pineville är en av de äldsta bosättningarna i Kentucky och historien kan spåras tillbaka till år 1781 och en bosättning benämnd Cumberland Ford. Den var del i ett landområde som en gång ägdes av Isaac Shelby, som var Kentuckys förste guvernör. När Bell County grundades år 1867 var Cumberland Ford det naturliga valet, men någon domstolsbyggnad färdigställdes inte förrän 1871. Bosättningen inkorporerades år 1889 som Pineville.
Stadens läge vid en flod gör att den drabbats av flera översvämningar, bland annat en förödande händelse den 4 april 1977, då flodvallen från 1952 svämmade över och 200 hus förstördes eller skadades. United States Army Corps of Engineers förstärkte vallen 1988.
Pinevilles ekonomi är beroende av kolgruveindustrin och turism i den närbelägna Pine Mountain State Resort Park med attraktionen "Chained Rock". Det finns också några tyngre industrier i staden.